# KK Diadora Zadar
KK Diadora je hrvatski košarkaški klub iz Zadra. Trenutno se natječu u Drugoj ligi – Jug. Domaće utakmice igraju u novoj dvorani Osnovne škole Zadarski otoci na Bilom brigu.

## Povijest
Klub je osnovan 2018. godine. Osnovala ga je skupina mladih Zadrana okupljena pod sintagmom Pokret entuzijasta. Žele poticati pozitivne promjene u zadarskoj sredini, pogotovo u odnosu prema mladima. Djelovanje kroz košarku glavni je projekt unutar Pokreta. 
Početci sežu u 2015. godinu kada su bivši juniori KK-a Zadar Tomislav Troskot i Tomislav Kabić razmišljali na koji način najkvalitetnije utjecati na zajednicu mladih, da se pozitivno razvija. Budući da je Zadar grad košarke, logično je bilo osnovati košarkaški klub. U osnivanju je financijski najviše pomogao Thomas Luburić, dok je marketing i PR postavio David Gunjević. Klupsko ime je, na prijedlog poznatih zadarskih sportskih publicista Drage Marića i Nebojše Gunjevića, izglasano plenumom.
Cilj je vratiti zadarskoj košarci status kakav zaslužuje i pokazati da se bez velikih financijskih sredstava, politike i uz puno truda i rada mogu ostvariti pozitivni rezultati za društvo i za svoj grad. Okupljaju košarkaše različitih uzrasta, s amaterskim ili profesionalnim iskustvom igranja. 
U ožujku 2018. osnovana je Udruga Diadora u čijem sklopu djeluje i KK Diadora. Iako novoosnovani, već su uspjeli organizirati tri turnira u basketu (Diadora open) i brojne humanitarne akcije. Sa službenim nastupima su počeli u listopadu iste godine. Prva utakmica odigrana je u Krešinom kupu 27. listopada 2018. u dvorani Osnovne škole Zadarski otoci protiv drniškog DOŠK-a dok su prvenstveni debi dočekali 3. studenog protiv Cetine iz Trilja.
2019. su nakon nekoliko godina neigranja reaktivirali Zadarsku ljetnu ligu. 
Povijesni uspjeh ostvarili su početkom 2020. plasmanom u osminu finala Kupa Krešimira Ćosića i time postali jedini drugoligaški klub u toj fazi natjecanja. Isti uspjeh ponovili su i godinu kasnije.

## Vanjske poveznice
- Službena stranica  Arhivirana inačica izvorne stranice od 6. listopada 2021. (Wayback Machine)
- KK Diadora - Facebook
- KK Diadora - Instagram
- Twitter